# Ili turki
L'ili turki (autres appellations : t'urk, tuerke) est une langue turque parlée dans la vallée d'Ili dans la région autonome du Xinjiang, en Chine, et probablement au Kazakhstan. Ses locuteurs parlent aussi le kazakh ou l'ouïghour. 
Cette langue fut découverte en 1956. D'après leur tradition orale, ils seraient venus de la vallée de Ferghana (en Ouzbékistan et au Kirghizistan) il y a 200 ans. La langue a subi une influence notable du kazakh et de l'ouïghour, s'y retrouvent aussi des emprunts à l'arabe, au persan, au chinois et au russe. Son existence est menacée, car ses plus jeunes locuteurs utilisent le kazakh et l'ouïghour, en se mariant avec d'autres groupes ethniques.

## Sources
- (en) Fiche langue [ili] dans la base de données linguistique Ethnologue.[réf. à confirmer]